# Єршов Геннадій Олексійович
Геннадій Єршов (пол. Gennadij Jerszow) (* 12 липня 1967) — українсько-польський художник-скульптор, ювелір, педагог, громадський діяч. Відомий з пам'ятників, розташованих у публічному просторі різних держав світу.

## Біографія

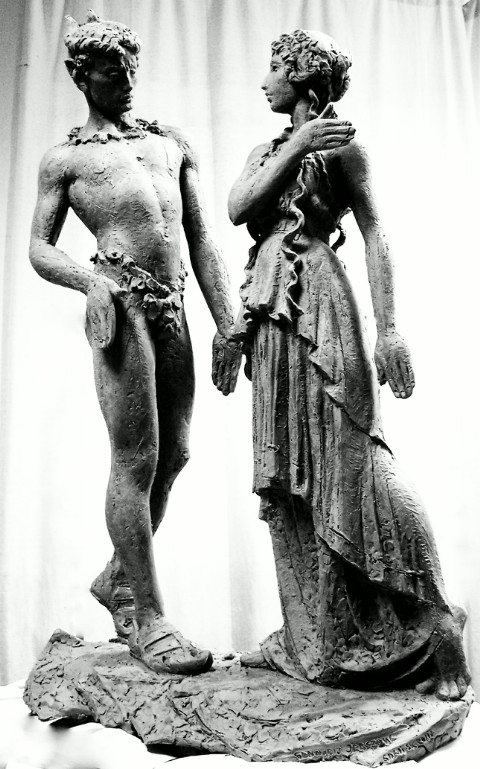
Вацлав Ніжинський та Броніслава Нижинська, Великий Театр Національної Опери (Варшава)

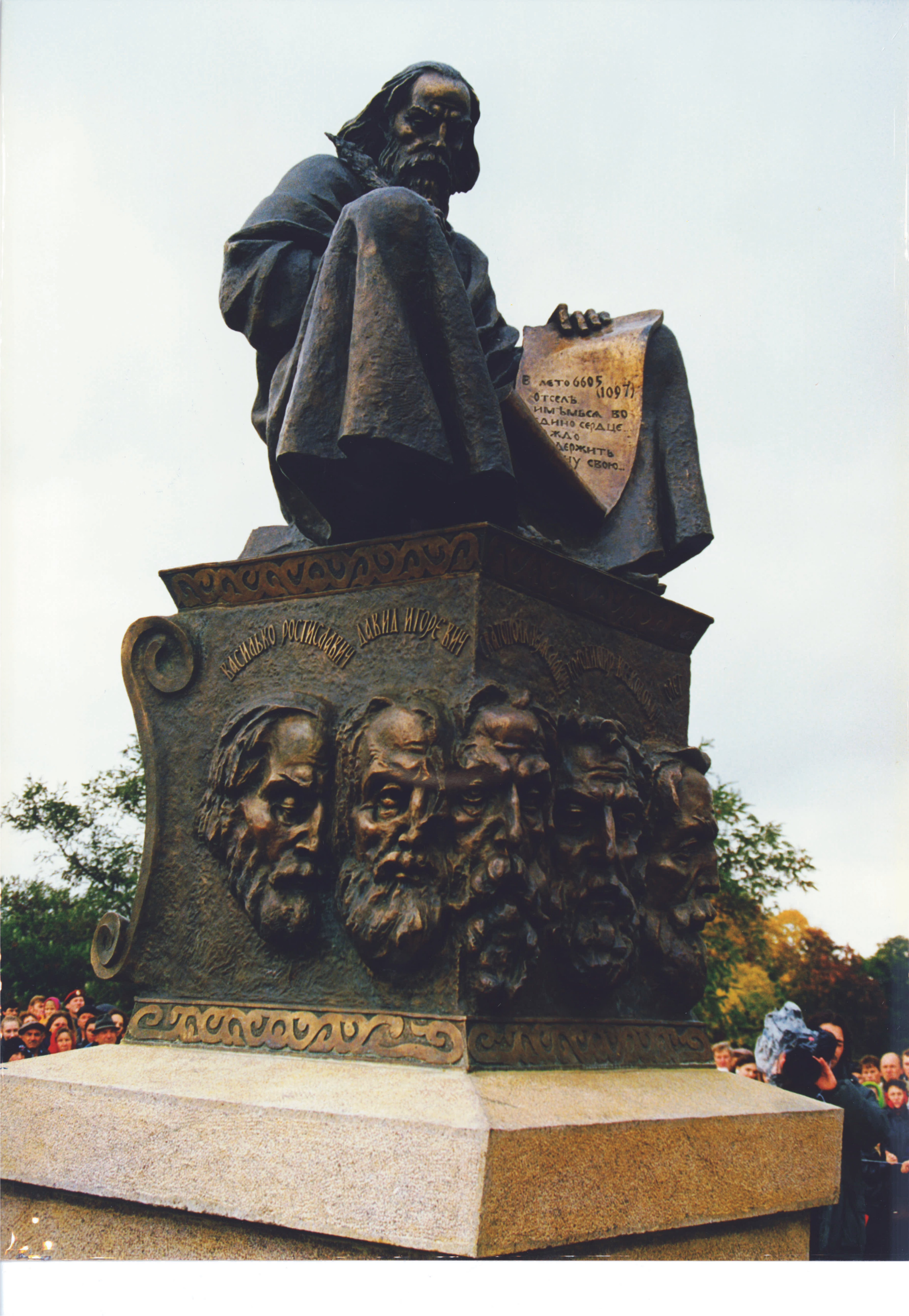
Памятник Пам'ятник Любецькому з'їзду князів Любеч

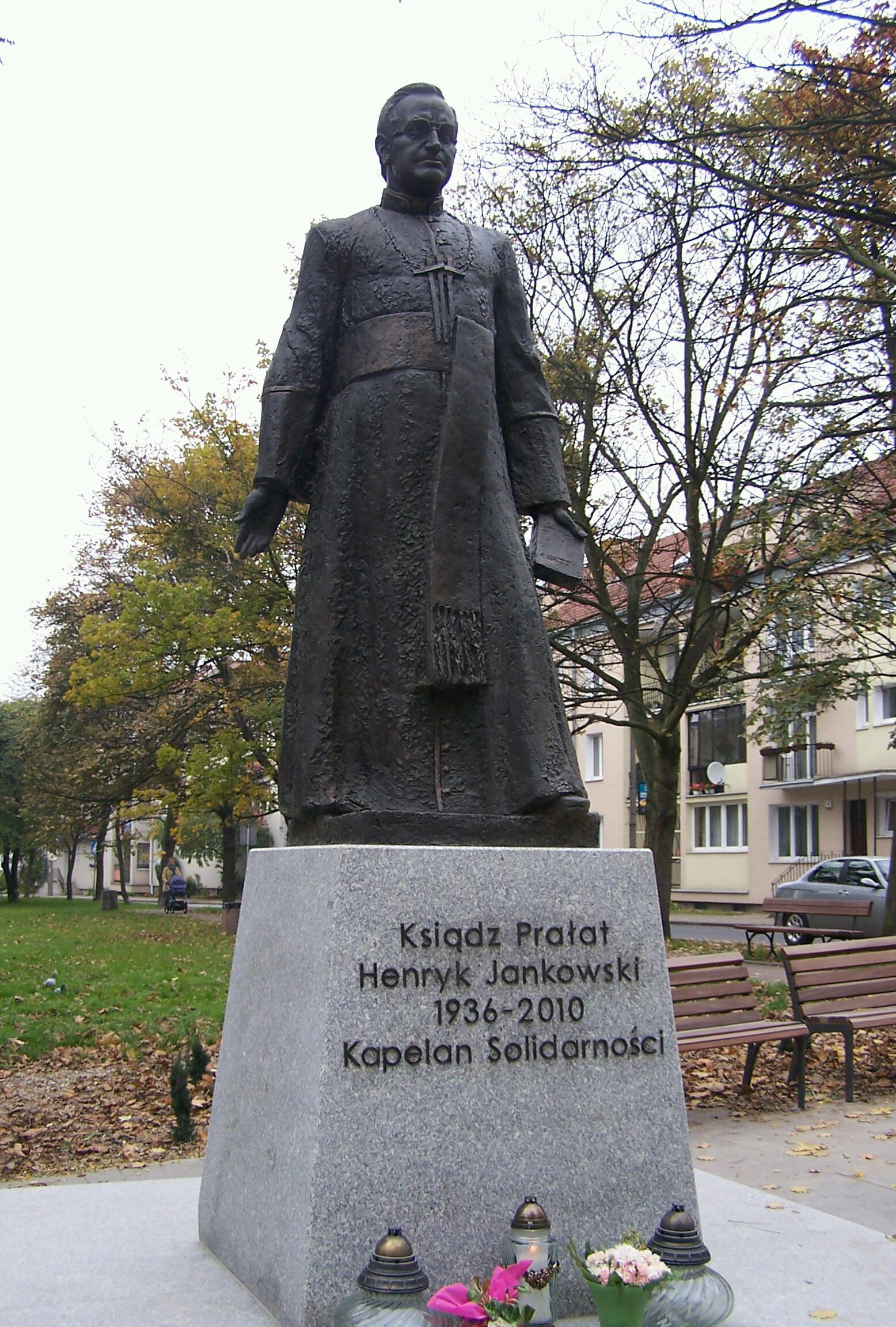
Пам'ятник прелату Генриху Янковському у Гданську

Пам'ятник гетьману-меценату Івану Мазепі у Чернігові

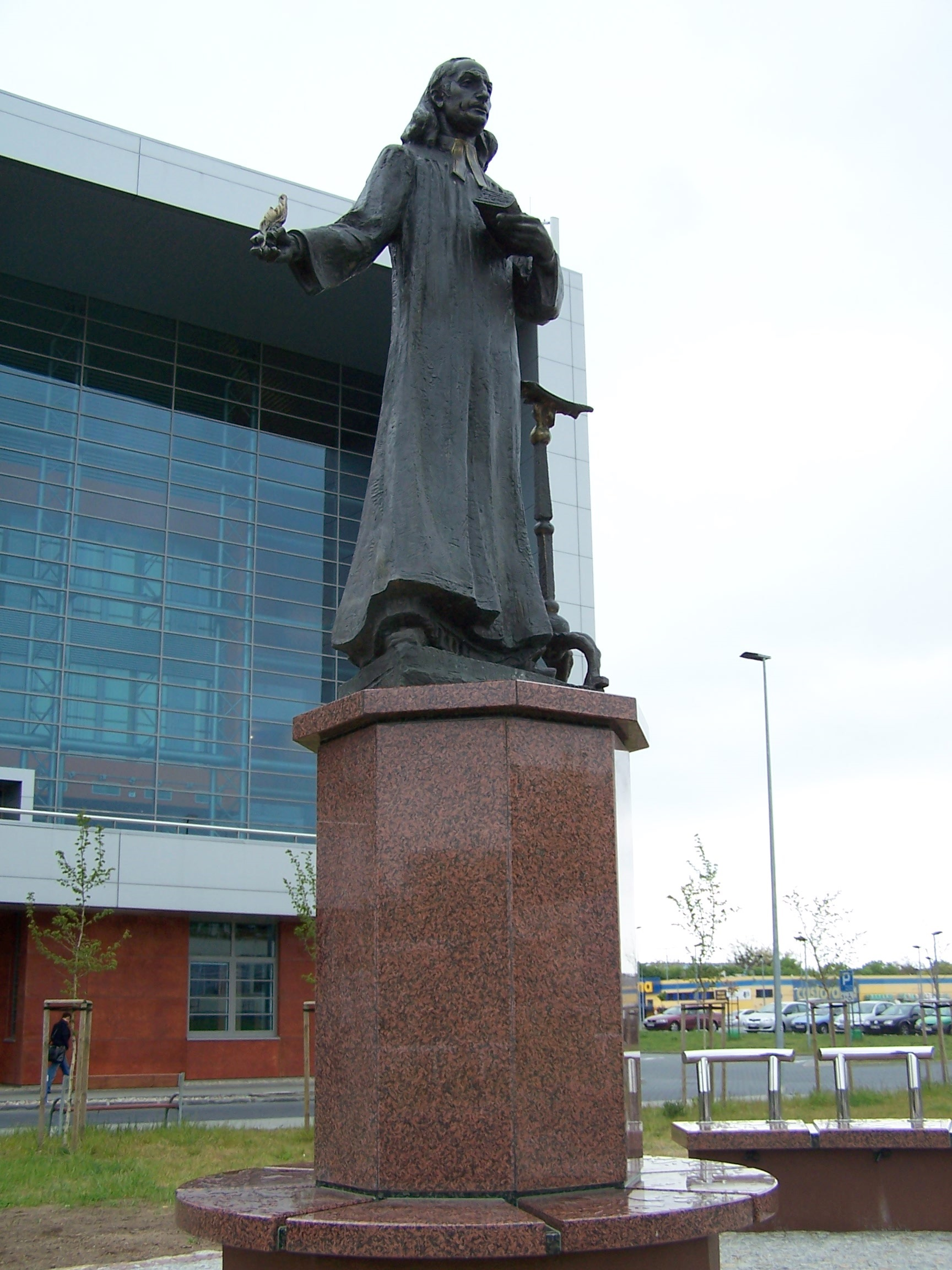
Пам'ятник Мронговіушу у Гданську

Народився 12 липня 1967 року в польсько-українській родині у Чернігові. За порадою батьків Олексія та Валентини, лікарів-біологів, здобув медичну освіту. Закінчив чернігівський медичний коледж та отримав диплом фельдшера. Навчатися мистецтву скульптури почав у київської студії Георгія Хусіда. Навчався у Львові в Еммануїла Миська та у Києві у Валерія Швецова та Василя Бородая. Постійно мешкає у Європі у Гданську (Польща).
Почав творити в Україні, де одразу здобув успіх і визнання, створивши знаковий для Чернігова пам'ятник «Жертвам Чорнобиля», Пам'ятник Любецькому з'їзду князів та пам'ятник Івану Мазепі. Поза межами України пам'ятник Тарасу Шевченку у Бухаресті, Румунія, Жертвам Голодомору у Варшаві, Польща, Князю Київському Св Володимиру Великому у Гданську, Польща. Художник відомий у Польщі також з пам'ятників Капелану Солідарності Прелату Генриху Янковському, теологу-філософу пастору Кшиштофу Целестину Мронговіушу та творів сакрального мистецтва. Рельєфи, що зображують Страсті Христові стали прикрасою у найбільшому цегляному соборі на світі, який називають«Короною Гданська». Автор портретної галереї сучасників, відомих діячів науки, культури та релігії. Творить для Республіки Польщі та України. Засновник художньої «Галерея ФАРТ» (Україна 1995 р.) та разом з дітьми — міжнародної фундації «Fundacja Atelier Jerszow» (Польща 2014 р.), яка займається промоцією художників, талановитих дітей та розвитком міжнародних відносин на базі культурного обміну.
- 1982 — 1986 рр. — ЧБМК(ЧМУ) м. Чернігів.
- 1988 — 1991 рр. — Львівський інститут прикладного і декоративного мистецтва (ЛДІПДМ) м. Львів.
- 1991 — 1995 рр. — Українська державна академія мистецтв (УАМ) м. Київ.
- 1996 — 1999 рр. — Аспірантура. Національна академія образотворчого мистецтва і архітектури (НАОМА) м. Київ.
- 1999 — 2000 рр. — Викладав скульптуру у Чернігівському державному педагогічному університеті
- 2003 — 2004 рр. — Викладав скульптуру у Гдинському художньому училищі.
- Член Національної Спілки художників України (НСХУ).[2]
- Член Спілки Художників Пластиків Польщі (ZPAP).
- Член Спілки Скульпторів Польщі.
- Член Чернігівського земляцтва в Києві.
- Член Кореспондент МАФОБ в Києві.
- Член Цеху в Поморский гильдиї ремісників.

## Твори
Працює у станковій і монументальній пластиці.
- 1996 — пам'ятник «Пам'ять Чорнобиля» (бронза, граніт) — до 10 річчя чорнобильської трагедії, м. Чернігів;
- 1997 — пам'ятник «Літописець» — до 900 — ліття Першого з'їзду князів Київської Русі (бронза, граніт), м. Любеч на Чернігівщині;
- 1998 — пам'ятник Тарасові Шевченку (мармур, граніт), парк Херестреу м. Бухарест, Румунія;
- 2002 — «Архангел Рафаїл і Товій», фігуративний барельєф, м. Гданськ (госпіс);
- 2002 — «Апостол Тадей» постать — м. Гданськ (госпіс);
- 2003 — меморіальна дошка — портрет ксьондза Євгеніуша Дуткевіча (бронза) м. Гданськ (госпіс);
- 2004 — меморіальна дошка — портрет Юліана Руммля, одного із засновників міста Гдині — на фасаді будинку штабу Військово — Морських Сил Польщі (бронза), м. Гдиня;
- 2005 — меморіальна дошка — портрет Яніни Яжинувни — Собчак, засновниці балетної школи у Гданську (бронза);
- 2005-06 — «Хресна Дорога» — 15 рельєфних дощок (бронза) — Базиліка Святої Діви Марії у Ґданську;
- 2006 — пам'ятник Тарасу Шевченку (бронза, граніт), на території ЧДПУ ім. Т. Г. Шевченка, м. Чернігів;
- 2007-08 — «Хресна дорога Ісуса Христа»" — 14 рельєфних дощок (бронза) — церква Св. Антонія, м. Торунь, Польща;
- 2007 «Станіслав Монюшко» — погруддя композитора (бронза) — концертна зала музичної Академії, м. Гданськ;
- 2008 «Фредерик Шопен» — погруддя композитора (бронза) — Балтійська філармонія, м. Гданськ;
- 2008 — пам'ятник всесвітньо відомому бджоляру Петру Прокоповичу, (бронза, граніт) с. Пальчики неподалік Батурина на Чернігівщині;
- 2009 — пам′ятник Кшиштофу Целестину Мронговіушу (пол. Krzysztof Celestyn Mrongowiusz) (бронза, граніт) — на території Університету — м. Гданськ;
- 2009 — пам'ятник гетьману Івану Мазепі (бронза, мармур), розташований біля Чернігівського колегіуму на Валу у Чернігові;
- 2009 — пам'ятник жертвам Голодомору (бронза, граніт) — м. Варшава;
- 2009 — пам'ятник «Ієроним Декутовськи» (пол. Hieronim Dekutowski) (бронза, граніт) — м. Тарнобжег;
- 2010 — пам'ятний знак на честь перебування Івана Павла II в Гданську 12.06.1887 р. на Заспі, (бронза, граніт) м. Гданськ;
- 2010 — «Розп'яття на хресті» рельєф в місті поховку Прелата Генриха Янковського, капелана Солідарністі, (бронза) Базиліка Св. Бригіди, Гданськ;
- 2011 — Антоній Печерський. м. Любеч на Чернігівщині;
- 2011 — «Ніжинський» (Вацлав і Броніслава), (бронза) Великий театр (Teatr Wielki — Opera Narodowa) у Варшаві;
- 2012 — пам′ятник ксьондзу Генриху Янковському, капелану Солідарністі, (бронза, граніт) м. Гданськ;
- 2013 — пам′ятник благославенної сестри Винценти (бронза, граніт) м. Пельплін;
- 2014 — Хресна дорога Ісуса Христа — 14 рельєфних зображень (бронза) — Аскольдова Могила, м. Київ, Україна;[3]
- 2014 — фігуративний портрет Кену Генслі (Ken Hensley), британський музикант, композитор. Вдіомий паред усім, як головний композитор рокгрупи Uriah Heep. Скульптура була вручена у Чернігові під час сольного концерту рок зріки.[4] Аліканте, Іспанія.
- 2014 — пам'ятник Св. Івана Павла II. Торунь, Польща.
- 2015 — пам'ятник князю Володимиру Великому. Гданськ, Польща.
- 2016 — пам'ятник Жертвам Войскового Положення в Польщі (Антону Броварчику) Гданськ, Польща.
- 2017 — саркофаг епископов пельплінських Пельплін, Польща.
- 2020 — Меморіальна дошка борцю за незалежність України, Почесному громадянину міста Валерію Сарані [5]. Чернігів, Україна.
- 2023 — Погруддя Маріуша Довбора , Луанда, Ангола [6]
- 2023 — Перемога в конкурсі, на Меморіал військового кладовища в «Яцево» в співавторстві з архітектором Олексієм Поповим. [7]. Чернігів, Україна.

## Приватне життя
Діти: Філіпп Єршов 1989 р.н.,
Ванда Єршова 1995 р.н.,
Евстафій (Остап) Єршов 1998 р.н.

## Відзнаки та нагороди
- Церковні нагороди:

Медаль"Pro Opere Politissima Arte Perfecto" Примаса Польщі Кардинала Юзефа Глемпа
- Громадські нагороди:

Міжнародна почесна відзнака «Золотий клейнодродини Мазеп»